# Coelichneumon afghanicus
Coelichneumon afghanicus là một loài tò vò trong họ Ichneumonidae.